# AGM-12 Bullpup
AGM-12 «Булпап» (англ. AGM-12 Bullpup) — американська ракета класу «повітря-поверхня» .
Розроблена компанією Martin Marietta у 1950-х роках. Є першою в світі керованої ракетою класу «повітря-земля», що випускалася серійно великими партіями.
Ракета була використана в 1957 році, мала радіокомандну систему наведення. Серійно AGM-12 Bullpup вироблялися з 1959 по 1970 рік, було вироблено близько 22 100 шт.
Спочатку їй було присвоєно індекс AG M-83А, пізніше замінений на AGM-12B .
Випускалася в кількох модифікаціях, зокрема для ведення бойових дій у В'єтнамі було розроблено варіант AGM-12C, оснащений касетною бойовою частиною .
Могла оснащуватися ядерною бойовою частиною Мk.45 mod.0 масою 70 кг. Потужність такого ядерного заряду W45 Y3 складала близько 15 кт.

## Бойове застосування
Буллпап широко використовувався як ВМС, так і ВПС під час війни у В'єтнамі, з неоднозначними результатами. Під час найвідомішого раннього використання шістнадцять літаків F-105 з двома AGM-12B були частиною групи літаків, які атакували міст Тхань Хоа 3 квітня 1965 року. Оскільки зброя керувалася вручну, кожен літак мав вишикуватися для атакувати двічі окремими передачами. Після того, як атака була завершена, міст був практично неушкодженим, і було описано, що Буллпапи просто «відскочили» від мосту.
На додаток до відсутності руйнівної сили, вимога виконувати окремі проходи для кожного випуску та необхідність продовжувати направляти зброю в польоті, змусили ВВС зробити висновок, що зброя була невідповідною. Наприкінці 1960-х років вони розпочали кілька проектів розробки для заміни системи наведення AGM-12C на якусь повністю або напівавтоматичну систему наведення. AGM-79 Blue Eye використовував контрастний самонавід, як у AGM-65 Maverick; AGM-80 Viper використовував інерційне наведення для повітряних операцій, а AGM-83 Bulldog використовувало лазерне наведення. Жоден із них не надійшов на службу; інші види зброї, такі як Maverick і бомби з лазерним керуванням, взяли на себе ці ролі.
До моменту завершення виробництва в 1969 році було випущено приблизно 56 000 Bullpup усіх моделей, більшість з яких становили моделі A і B, а також 4 600 AGM-12C, 100 AGM-12D і 800 AGM-12E. Менші версії A/B залишалися на озброєнні в середині 1970-х років, коли їх почала витісняти новіша зброя. Останні стрільби ВМС провели в липні 1978 року, коли патрульний літак VP-1 вистрілив три рази по практичних мішенях. Того місяця зброя вийшла зі служби ВМС. Більша модель C залишалася до початку 1980-х років.
Виробництво також здійснювалося в Норвегії Kongsberg Våpenfabrikk у партнерстві з британською компанією de Havilland. Поки виробництво нарощувалося, Велика Британія закупила 1200 у США, а потім почала поставки ще 2500 з Kongsberg. Норвегія придбала ще 1500 екземплярів місцевого виробництва та продала ще 2500 до Туреччини в рамках системи спільного виробництва. Ізраїль закупив у США 760 AGM-12B і Cs.

## ТТХ

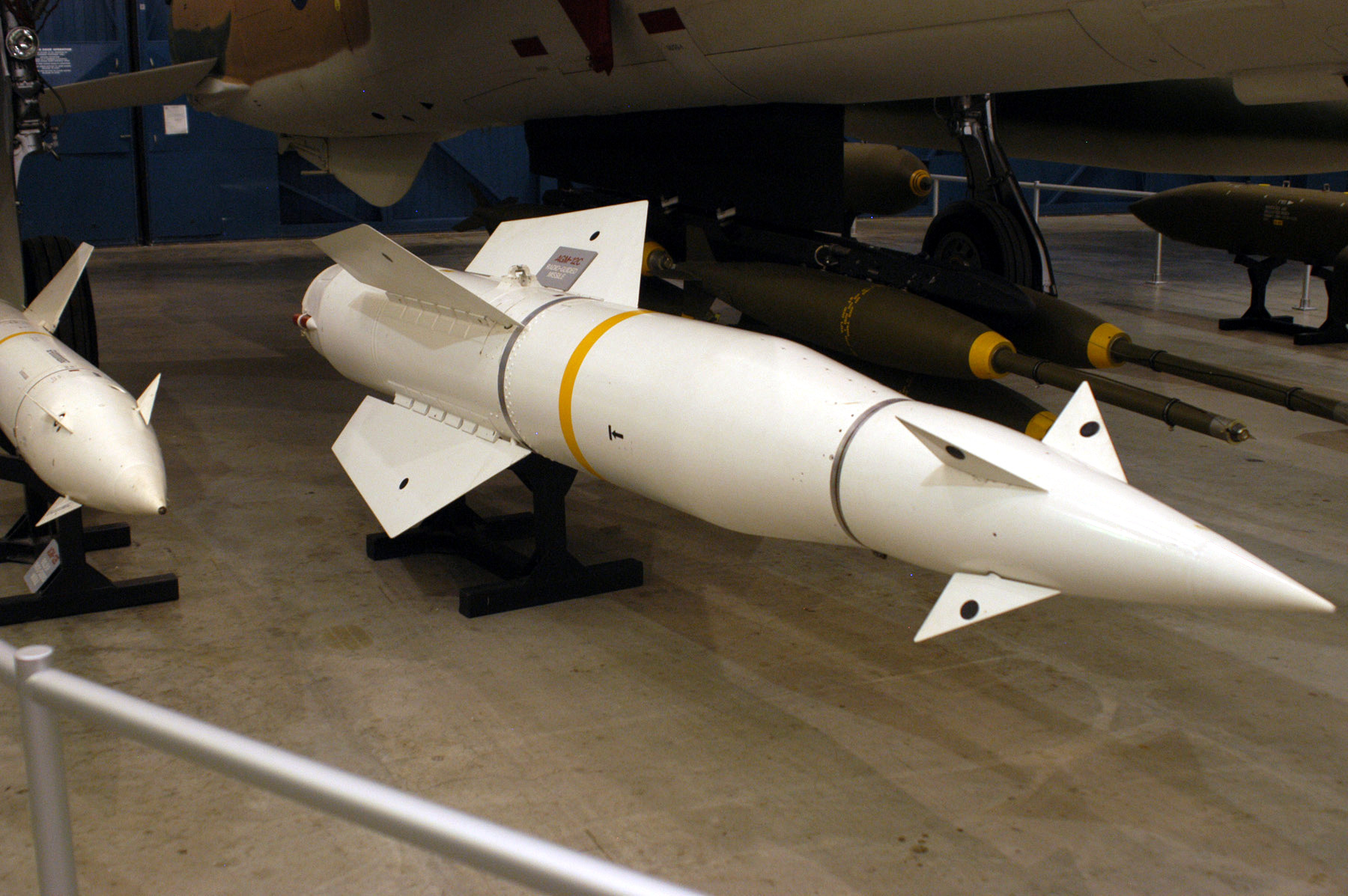
AGM-12C Bullpup B у музеї ВПС США

- Довжина:
  - AGM-12B — 3,2 м
  - AGM-12C — 4,14 м
- Діаметр: 0,305 м
  - AGM-12B — 0,3 м
  - AGM-12C — 0,46 м
- Розмах:
  - AGM-12B — 0,94 м
  - AGM-12C — 1,22 м
- Стартова маса:
  - AGM-12B — 259 кг
  - AGM-12C — 810 кг
- Дальність:
  - AGM-12B — 11 км
  - AGM-12C — 16 км
- Швидкість: 780 м/с
- Бойова частина:
  - AGM-12B — фугасна, 113 кг
  - AGM-12C — фугасна, 453 кг
  - AGM-12D — ядерна, W45, 1-15 кт
- Система наведення: радіокомандна
- Двигун: ЖРД
  - AGM-12B — Thiokol LR58-RM-4
  - AGM-12C — Thiokol LR62-RM-2/4
- Тяга:
  - AGM-12B — 53 кН
  - AGM-12C — 147 кН